# Yadavindra Singh
Yadavindra Singh (Patiala, 17 gennaio 1913 – L'Aia, 17 giugno 1974) fu maharaja di Patiala dal 1938 al 1947.
Si distinse anche come campione indiano di cricket nel 1934.

## Biografia
Il maharaja Yadavindra frequentò l'Aitchison College di Lahore e poi prestò servizio nella Polizia di Stato di Patiala, divenendone Ispettore Generale e prestando servizio in Malaysia, Italia e Birmania durante la Seconda guerra mondiale. Alla morte di suo padre, il maharaja Bhupinder Singh, gli succedette al governo dello Stato di Patiala il 23 marzo 1938. In quello stesso anno sposò come prima moglie la principessa Hem Prabha Devi di Saraikela e come seconda moglie Mohinder Kaur.
Con l'ascesa al trono di Patiala, Yadavindra perseguì una carriera politica e diplomatica, prestando servizio come cancelliere della Camera dei Principi dal 1943 al 1944. Nel 1947, quando l'India ottenne l'indipendenza dal Regno Unito, divenne pro-cancelliere della Camera dei Principi. Durante la convocazione speciale della sessione di quell'anno dichiarò: "Dopo secoli che l'India ha impiegato ad ottenere l'indipendenza dal governo straniero ora è tempo che tutti noi (principi) ci uniamo alla nostra madrepatria" e persuase molti altri governanti ad aderire all'Unione Indiana. Egli stesso aderì alla nuova confederazione e gli venne garantito dal 5 maggio 1948 il titolo di Rajpramukh del nuovo Stato indiano di Patiala and East Punjab States Union sino alla sua unione all'attuale stato del Punjab nel 1956.
Yadavindra prestò anche servizio come presidente del British Indian Olympic Committee dal 1938 al 1947 e fu presidente dell'Indian Olympic Committee dal 1947 al 1960. Fu tra i fondatori dei giochi olimpici asiatici. Fondò la Yadavindra Public School, una scuola pubblica, ospitata nel suo palazzo di Lal Bagh. Noto orticultore per passione, fu consigliere dell'Indian Horticulture Development Council. Fu anche presidente del Board of Control for Cricket in India.
Continuò la sua carriera dal 1956 sempre al servizio dello Stato indiano come delegato all'assemblea generale delle Nazioni Unite per l'India dal 1956 al 1957 e presso l'UNESCO nel 1958. Sempre nel 1956 Yadvinder Singh donò l'Anand Bhawan, un palazzo di sua proprietà, al governo del Punjab come luogo di vacanze per bambini poveri. Egli fu inoltre a capo della delegazione indiana alla FAO dal 1959 al 1969. Prestò servizio anche come ambasciatore indiano in Italia (1965–1966) e nei Paesi Bassi (1971-1974), dove morì all'Aia per un attacco cardiaco. Su precise istruzioni di Indira Gandhi venne cremato e ricevette i pieni onori di stato.
Suo figlio, il capitano Amarinder Singh, gli succedette come capo della casata di Patiala e divenne in seguito membro del Partito del Congresso, servendo come presidente del consiglio del Punjab dal 2002 al 2007, mentre sua figlia, Heminder Kaur, è sposata con K. Natwar Singh, ministro degli esteri indiano.